# Tysklands U/17-fodboldlandshold
Tysklands U/17-fodboldlandshold er Tysklands landshold for fodboldspillere, som er under 17 år og administreres af Deutscher Fußball-Bund (DFB).